# Amor en el desierto
Amor en el desierto es una telenovela mexicana producida por Ernesto Alonso para Telesistema Mexicano (hoy Televisa) en 1967. Estuvo protagonizada por Guillermo Murray y Jacqueline Andere.

## Argumento
La historia se desarrolla en el desierto árabe, donde se encuentran Ahmed, el hijo de un jeque, y unos bandidos que vienen del desierto con la bailarina Adriana a quien intentan secuestrar. Luego de que Ahmed se entera de esta situación a través de las noticias que llegaban a su caravana, se ciñe de coraje y va en busca de ella para rescatarla. Es así como concluye la historia, la bailarina Adriana finalmente se enamora de su rescatador.

## Elenco
- Guillermo Murray - Ahmed
- Jacqueline Andere - Adriana
- Malena Doria
- Vicky Aguirre - Ivonne
- Fernando Mendoza
- Carlos Fernández - Capitán Dantés
- Graciela Nájera - Ana Dubuison
- Julián Pastor - Ben Alí
- Hortensia Santoveña - Zulema
- Ismael Larumbe - General Dorrey
- Jorge Vargas - Gustavo

## Producción
Las grabaciones de la serie comenzaron el 30 de enero de 1967 y finalizaron el 7 de abril de 1967 con 48 episodios producidos antes de su estreno en mayo. 